# Felsőerek
Felsőerek egykor önálló település, ma Szakmár község egyik különálló településrésze (Bács-Kiskun vármegye).

## Fekvése
Felsőerek Bács-Kiskun vármegyében, a Duna bal partján terjeszkedő Kalocsai Sárköz északi határán, a Solt és Kalocsa közötti tökéletes síkságon fekszik. Dunapataj nagyközség, Újtelek és Szakmár hármashatárának közvetlen közelében helyezkedik el, a Dunától légvonalban megközelítőleg 7 kilométerre keletre. Csak közúton közelíthető meg, az 5308-as útból Újtelek központjában kiágazó 53 109-es számú mellékúton.

## Története
Felsőerek- Szállás Kalocsa tartozéka településeként jött létre. Elnevezése az égtáji elhelyezkedés alapján történt, s így lett „felső”. A tájat ebben az időben jellemző több kis vízéről kapta az erek jelzőt, a szállás szót, pedig a pusztai település okán használják. (ez pusztára épített épület csoportot jelentett) Különleges települési forma volt ez, ami később faluvá nőtte ki magát. A középkortól 1945-ig Pest-Pilis-Solt vármegyéhez tartozott. A település vizekkel szabdalt vidék volt a Duna árterében, Kalocsától 20, Dunapatajtól 11, Szelidi tótól 6,5 km-re van.

Az első írásos feljegyzés, János kalocsai érsek a Fyntha családnak adományozta 11 helységből álló sármegye falvaiban, szerepel Erek neve. 1483-ban konkrétan megjelenik az „Ereki Sulyok” család, szintén egy adományozó levélben. A török kori adó összeírások is adnak tudósítást az itt élőkről. A lakosság ebben az időben állandó zaklatásnak volt kitéve és kénytelen volt elbújni a török elől. A nádas, a mocsarak biztosították a túlélést. A török miután visszavonult Buda elfoglalása és kirablás után, megpróbált kincsekkel elbújnia nádasokban, de nem ismerte azokat, foglyokká váltak. A kincsek, pedig itt süllyedtek el a mocsarakban a rablóikkal együtt. (a helyi monda szerint) A lakosság nagy része elmenekült a török elől más vidékekre, és miután a török kivonult az országból sem lett jobb a helyzet, mert Rákóczi hajdúi is végig rabolták a környéket.

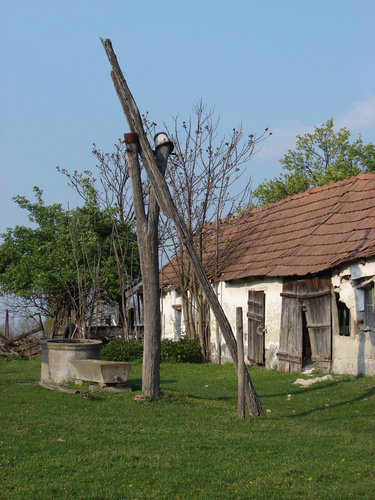
Gémeskút egy felsőereki ház udvarában

1690-ben elhagyott helyként említik a vidéket. 1695-ös összeírás alapján már Pest vármegye pusztáinak jegyzékében ismét szerepel Erek neve.
Csáki Imre kalocsai érsek /1710-1732/ elindította a népesség visszatelepítését. Erek, mint érseki birtok van nyilván tartva. A falvakban, szállásokban lassan visszaszivárogtak az emberek. Az adóösszeírások adnak újból hírt az emberekről. A családok, 15 évnél idősebb fiatalok, papok, diákok és az újonnan betelepült emberek lettek nyilvántartásba véve.
Ezen mocsaras, zsombékos vidéken jelentős volt a halászat; az állattenyésztést a juh, sertés, szarvasmarha tette ki. Ekkor jelentősen növekszik az állatállomány, nagy kaszáló területeket birtokolnak, amelyek közös tulajdonban voltak. (Ma is osztatlan közös tulajdon.)
Növénytermesztésben jelentős volt a len és a kender. Ruháik nagy része ebből készült. Ahol lehetséges volt gabonát, kétszeres búzát termeltek. Ház körüli kertekben vöröshagymát, fokhagymát, káposztát, lencsét, babot termeltek.
A határ déli része kalocsai fennhatóság alatt volt, míg északi részét Pataj (ma Dunapataj) árendálta. Erek Patajhoz tartozott, majd 1728-ban már ismét érsekség pusztái között jelzik. 1760-as években már véglegesen kalocsaiak bérelték a pusztákat. 1766-ból ismerünk egy pontos írásos dézsmalajstromot, Ereken 33 kalocsai család birtokolt földet, karámot, istállót, fészert. Ezek felépítése alkalmassá vált nyári lakásra, ilyenkor bezárták a kalocsai házaikat, és kiköltöztek a szállásra. Később állandó lakhelyé váltak ezek az építmények, 1769-ben 4 család házat épített a magasabban fekvő helyeken.
Kalocsa zsúfolt déli pusztáiról azonban egyre több jobbágycsalád is áttelepült erre a vidékre. Ki kényszerből, ki a gyorsabb boldogulás reményében. Az 1830-as években már iskola is volt a településen, a pásztorház egyik szobájában, ahol vándortanító tanított. Ekkor már mintegy 150-en éltek a szállásokon. 1856-ban Felsőerek állandó tanítót kapott.
A Kalocsához tartozó szállások, így Felsőerek is, 1891. január 1-jén elváltak a várostól. Közben a lakosság száma kétszeresére nőtt, szükségessé vált egy iskola építése, ami 1883-ban el is készült. S közel hozzá fölállítottak egy Mária képet. Jeles társadalmi eseménye volt a kis településnek a torkosbucsú, amit Felsőereken minden év májusában, áldozócsütörtökök utáni vasárnapon tartottak. Ezen a napon látogatták meg egymást a környező szállásokon élő rokonok. Felsőerek első szervezett közössége a Gazdakör volt, amely 1908-ban alakult 85 taggal. Később alakult még Géptársaság, Legeltetőtársaság, sőt Önkéntes Tűzoltó Egyesület is.
1919-ben Felsőerek férfilakossága részt vett a proletárdiktatúra elleni első népfelkelésben; szakmári vörösőrség lefegyverzése után Kalocsán uralkodó kommunista hatalom megdöntésében.

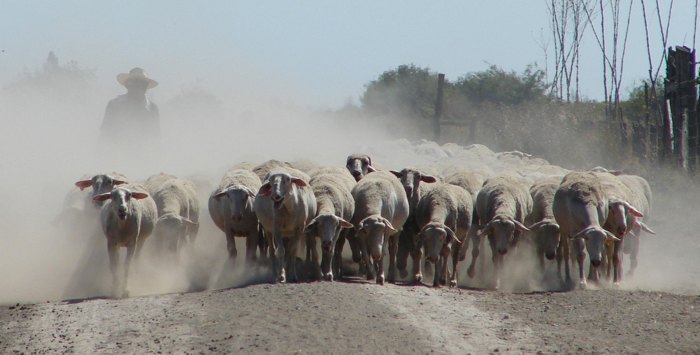
Juhok kihajtás a Nagy-székre

1930-as évek elején a település központjában felépült a Gazdakör székháza (benne kapott helyet a kocsma és a bolt is), a tűzoltószertár, majd 1940-ben az új, korszerű iskola, tanítói lakással, és a tanteremmel egybeépített, vele összenyitható kápolna, a kis harangtoronnyal. Azóta minden hónap első vasárnapján itt mond misét a mindenkori keserűteleki plébános. (ma Keserűtelek Résztelekkel összevonva Újtelekként van nyilvántartva)
A iskolát 1948-ban államosították, amikor is 98 lakóháza és több mint 450 lakója volt Felsőereknek. Orvos, állatorvos, szülésznő és védőnő ennek ellenére sem volt a faluban.
Az 1950-es évek a település életében jelentős változást hozott. A parasztságot sújtó politika következményeként megkezdődött a lakosság számának csökkenése. A súlyos adóterhek és beszolgáltatási kötelezettségek, a kuláküldözés, valamint az 1959-es, erőszakos módszerekkel történt téeszesítés hatására sokan hagyták el a mezőgazdaságot és menekültek az iparba.
Az utolsó „döfést” 1960-ban az kistelepüléseket leépíteni szándékozó településpolitika és központosítás következtében megszüntették az iskolában a felső tagozatot, majd 1970-ben, a körzetesítés nyomán az alsó négy osztály is Keserűtelekre került, mindez a szállás mesterséges elsorvasztásához vezetett. Az iskola felszámolásával párhuzamosan megkezdődött a gyerekes családok elvándorlása. Kevés kivételtől eltekintve csak az idősek maradtak hűségesek falujukhoz. A lakosság fokozatosan elöregedett és csökkenésnek indult.
2004-ben mindössze a szállás tősgyökeres lakóiból mindössze 32-en és 2010-re 9-en élnek Felsőereken. A többi hasonló faluhoz képest itt többen vettek hétvégi- vagy üdülőházat, a település lakosságát a bevándorlás még napjainkban is 100 fő fölött tartja.

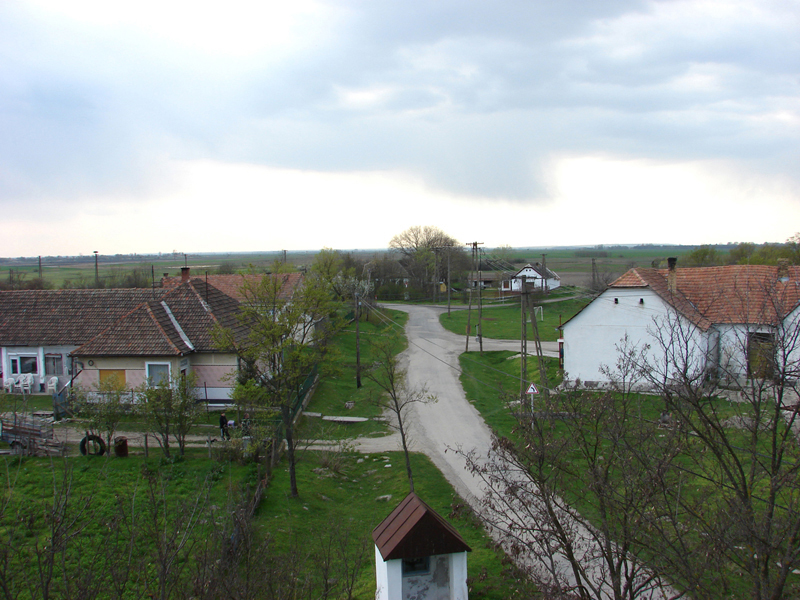
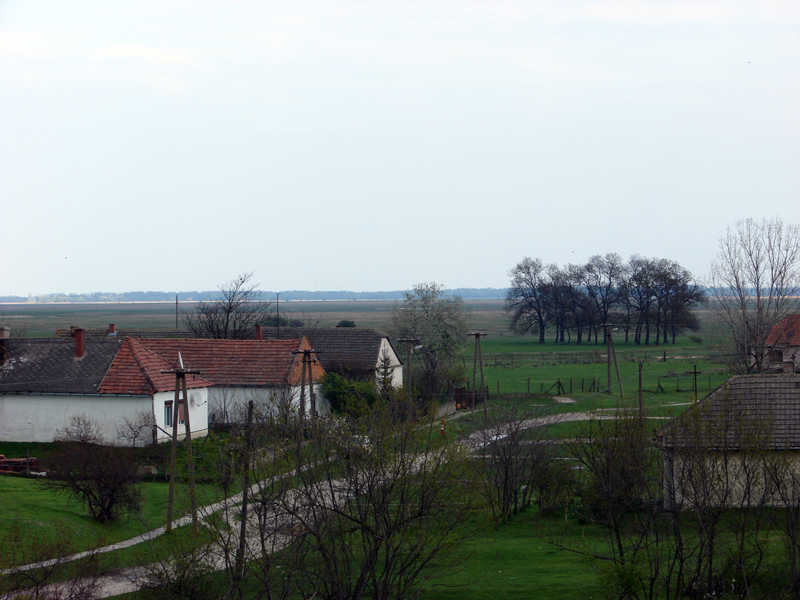
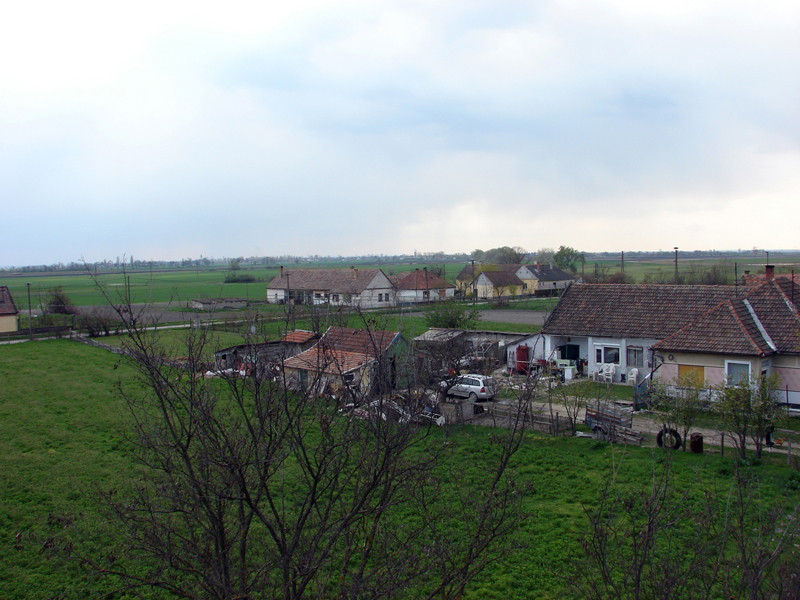
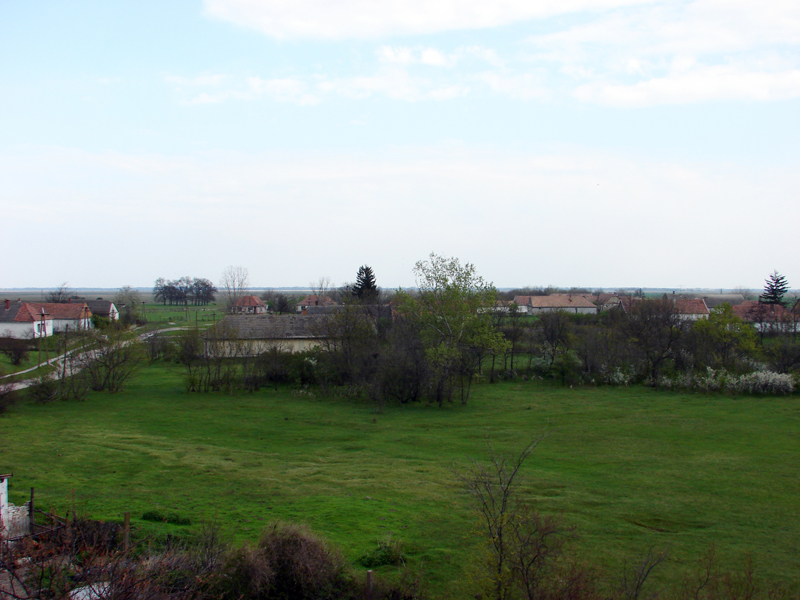
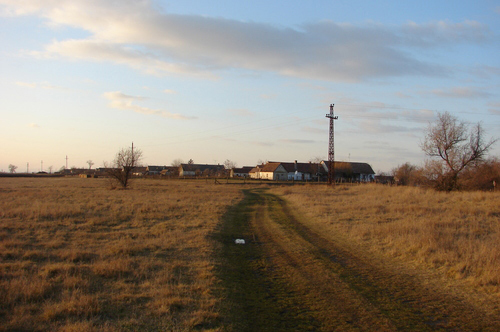
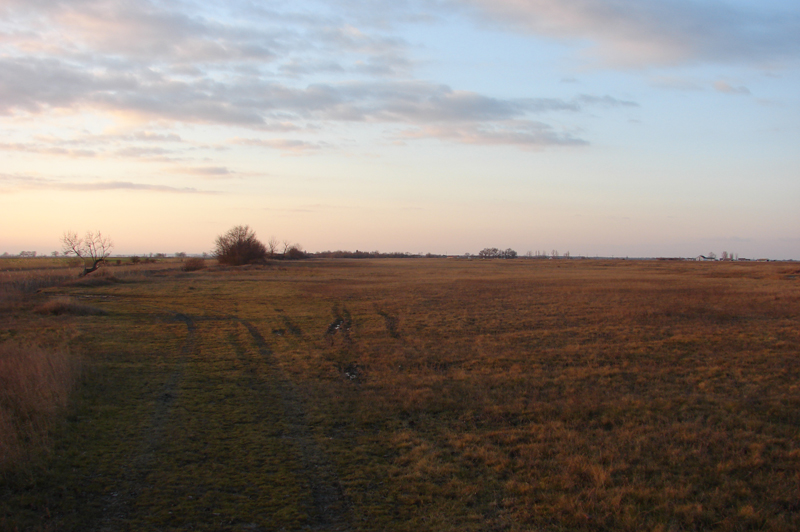
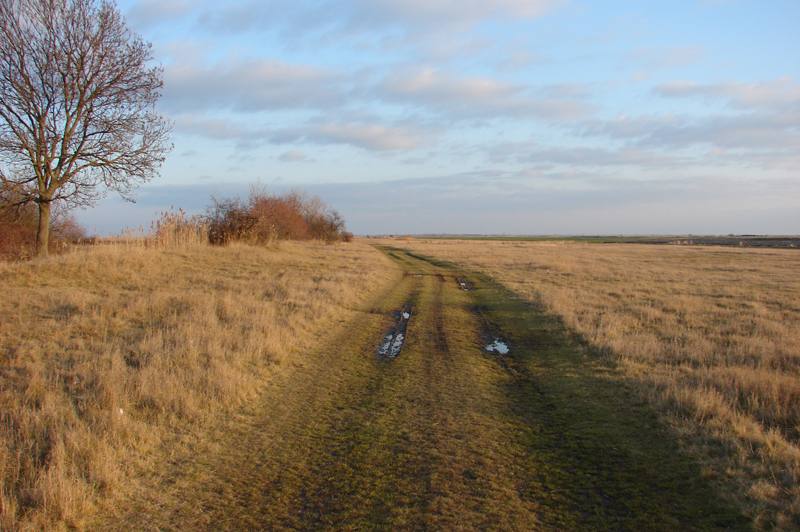
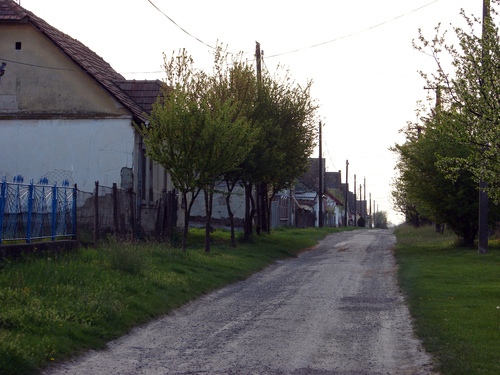
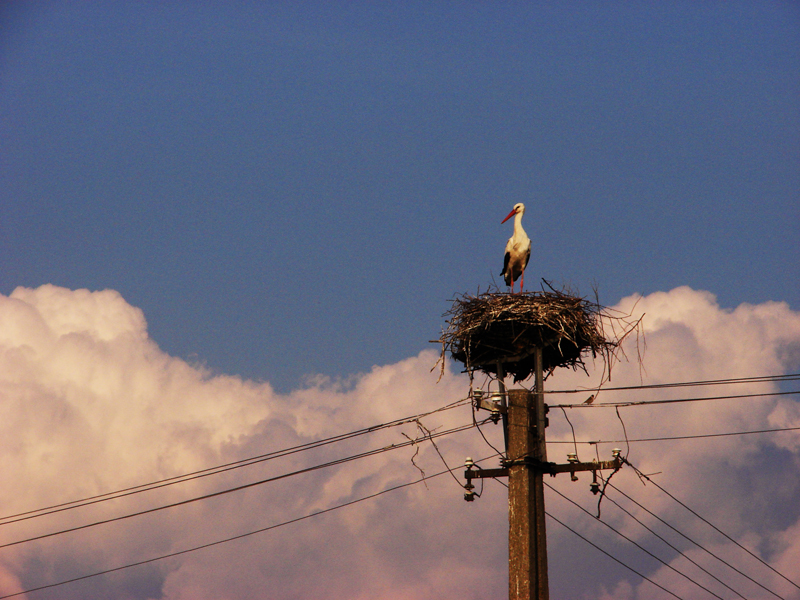
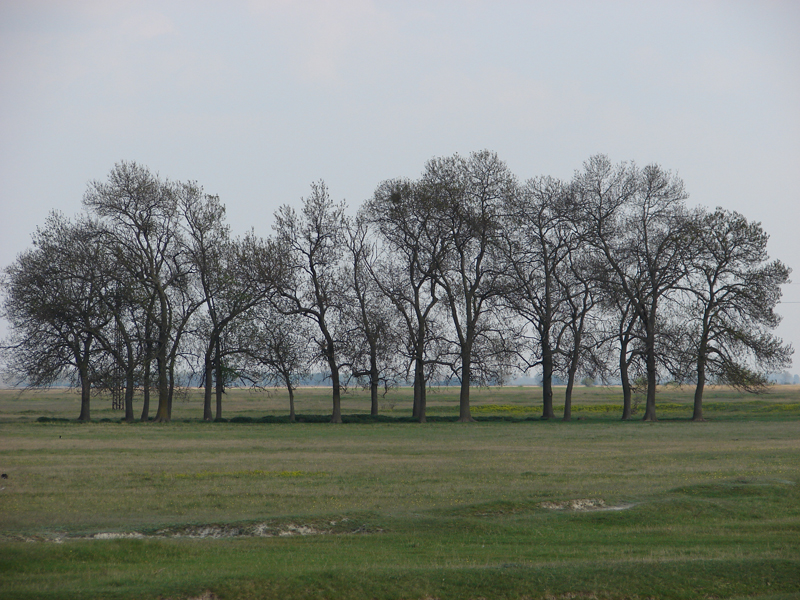
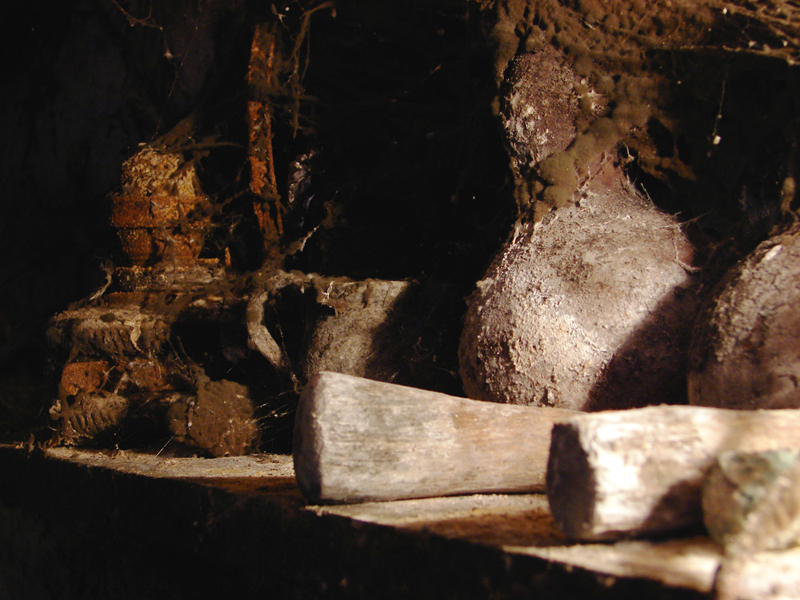
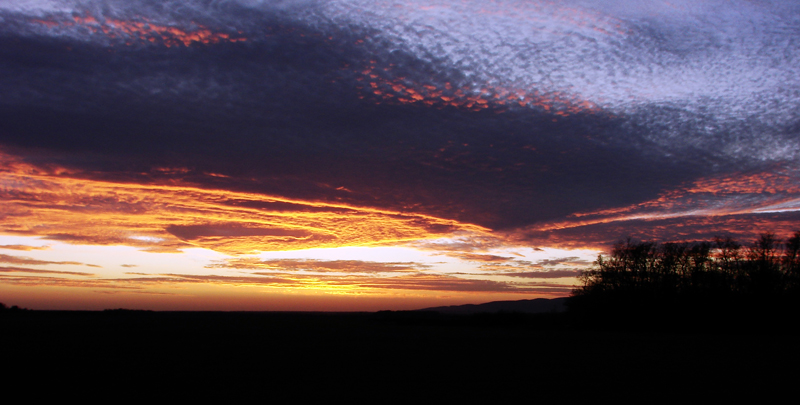

## Néprajz
Az 1700-as évek elején történt összeírások az emberek származását családneveik vizsgálata alapján derítették ki. Ez kimutatta, hogy 30 család nevéből 19 magyar, 5 szlovák, és 6 bizonytalan nemzetiségű volt.
A szállás életének kialakulása egybe esik a környező települések sorsával. 19. században elkezdődött a települések át alakulása. A házak külseje is megváltozott, a téglalábas tornácok váltják fel a fából készülteket, növelik a belső szobák számát.
A házak és istállók vert falúak, náddal fedettek voltak, melyet idővel felváltott az égetett cseréptető. Általában egy előszobából, egy nyitott szabad kéményű konyhából, hátsószobából, kamrából, istállóból álltak; a gazdagabbaknak az utcafronton is volt egy nyitott szobájuk is. Ezt a szobát nem használták csak nagyobb ünnepekkor, esküvő, vagy temetéskor a halott ravatalozására. A vert falat az asszonyok pelyvás sárral tapasztották be, majd fűmeszelővel bemeszelték. A szobák padozata föld volt, amit hétvégeken lótrágya és sárgaföld keverékével bekentek, hogy szép sima legyen.

### A „Pota” néprajzi csoport
Felsőerek népessége a „Pota” néprajzi csoporthoz tartozik. A sanyarú történelmi sorsa ellenére egységes kultúrát alakítottak ki, viseletükben, szokásaikban. A szállások közötti házassági gyakorlat endogám (egymás közötti) házasodás gyakorlata volt. Ennek okán alakultak ki az egynevű családok. Megkülönböztetésükre a ragadvány nevek sokasága terjedt el. 81 vezetéknévhez, 244 fajta ragadvány név tartozott és tartozik a mai napig. Ezek vagy gúnynevek vagy tulajdonságot jellemzők, helymeghatározók, vagy vezetéknév összevonásával keletkeztek.
Ilyen például a Kisferkó, Kispista, Nagypista, Nagypál, Tóthferkó, Tógyura, Tóthmárton, Vénpál
Vezetéknevekhez kapcsolódó ragadványnevek: ( f= felsőereki név)
- András: Bagó, Csipet (f), Legyes (f), Mocsár (f), Szalonna, Pikula
- Balogh: Bagó, Csóré, Lücsök (f), Sziszi (f), Tóni (f), Farkas (f), Suri (f)
- Horváth: Csekei
- Jagicza: Bakheny, Koma
- Kákonyi: Baksa, Csanám, Fimag, Hukszi, Jáger, Lószár, Szüvő
- Kapitány: Laci
- Ludas: Tamás
- Nagy: Csibe, Dasa (f), Kosut, Ördög
- Pécsi: Baka, Baltás, Pipi (f)
- Répási: Csiga, Gundzsi, Szúnyog, Bodri (f)
- Takács: Pirisi
- Tamás: Cinkó, Gerebes, Mutyela, Toldi
- Tóth: Bivalos, Bugyborik (f), Bugyi (f), Csicsa (f), Hajma, Hős (f), Hüle, Jankó (f), Kotró, Madár, Móring, Nagypista (f), Széső (f), Tari, Tógyura (f)
- Török: Bibic (f), Bokszos, Gaja (f), Karó, Kolera
- Vargac: Zsidó (f)
- Vén: Cérna (f), Dzsombó, Palotai

A Mocsár ragadvány nevűek András- Szállásról származnak A ragadvány nevek adása a szokás jog okán még az elmúlt években is érvényesült, az újonnan betelepülök is megkapták a rájuk illőt. A tájékozódás nehéz lett volna ezek nélkül a nevek nélkül, mert 202 család névből 44 Tóth volt. A szállás egyik utcáját az ott lakó, többségében Tóth vezetéknevűek után "Jankó"-sornak, egy más utcát a Török nevű családok többsége után „Bibic”- sornak keresztelték. Ez a két család volt a legnépesebb a településen. A közösség így nagyon jól tudott tájékozódni köreiben.

### „Pota” a szállásiak ősi nyelvjárása
Fontos tudnunk, hogy a vidéket és Felsőereket egyedülállóan jellemzi a Pota nyelvjárás. Az elnevezés a Pota népcsoportot jelöli, úgy mint palóc, matyó, stb. Ehhez a nyelvjáráshoz tartozik Kalocsa, Negyvenszállás, Drágszél, Szakmár és a szállások. A nyelvjárásban az ómagyar ü-ző, részben az ómagyar általános ő-ző, és a rövid mássalhangzós kiejtés őrződött meg.
Példának a következők szolgálnak: ügön = igen; mög = meg; lösz = lesz; mögtervözték = megtervezték; ehö = ehhez; ekő möni = el kell menni; ki löt tűzve = ki lett tűzve; együtök = eljöttök; kölöt = kellett; gyeröktelen = gyerektelen; lögyön = legyen; helyöte = helyette, mönyecske = fiatalasszony; fékető = főkötő; kácsi = kalács; ciha = huzat; bügyöge = bögre
Az Ü-zés megmaradt archaizmus. Nagyon szép példák: üdő = idő; üng = ing; ügön = igen; gyün = jön; tüle = tőle
Az É – Ő – zés: fékető = főkötő, O- U-zás: humlok = homlok, Ó- Ú – zás: rúzsa =rózsa, U-zás: bukor = bokor, O-zás: osztán = aztán

### Felsőerek népességének alakulása a különböző években (1769-1942)
- 1769-ben 10 fő
- 1814-ben 22 fő
- 1835-ben 131 fő
- 1851-ben 155 fő
- 1868-ban 219 fő
- 1890-ben 305 fő
- 1905-ben 328 fő
- 1932-ben 419 fő
- 1942-ben 296 fő

## Népviselet és népszokások

### Népviselet
Népviselet hasonló volt a környék viseletéhez, a szegényebbeké egyszerű, a gazdagabbak ruházata pedig sokszor meg haladta egy tehén árát is.

#### Ruházat
- Alsólajbi': jól mosható fehér vászon holmi, aminek a tetejére vették fel a felsőruhát.
- Ingváll: ebből kétféle volt: hétköznapi és ünnepi. Az ünnepi csipkés szélű, később színes hímzésű és csokros szalaggal díszítették.
- Pruszlik: nyáron az ingvállhoz ünnepi virágos „selyempruszlik” illett, később gyönyörűen színesre van kivarrva „cifrapamukossal”. Pruszliknak nyakkivágású, karcsúsított szabású ujjú, hímzett változata lapos hímzéssel készült fekete, kék, piros-kék színben.
- Tűlemálló: deréknál végződött harangszabású hátrésze, kerekített eleje szabadon lebegett. Kerek nyakkivágása, selyemből vagy vászonból készült, nyári viselet volt.
- Rékli: finom vászon, selyem, szövet, karton, kékfestő az anyaga. Derékon alul ért, különböző alakú és nagyságú gallér díszítette, derékon övvel. A XX. században születtek a sötét ruhához „magábúvaló” selyem réklik az egészet fekete organdin tüll csipke díszítette.
- Ráncoska: ugyancsak rékli volt, csak az elejére ráncolás került.
- Lajbi: téli ruhadarab volt házilag kötött, font, horgolt, akár színes ujjatlan mellényke.
- Mejjedző: prémes birkabőrből, derékon alulérő ujjatlan mellény.
- Duci: hosszú ujjú karcsúsított, melegen bélelt zsinórozott kabátka.
- Cicásduci: selyemből, bársonyból volt ünnepi használatra.
- Belinerkendő (berliner): az 1920-as évek végén jelent meg harasztból szőtték életkornak megfelelően fekete vagy színes változatban; vállon – fejen keresztül vetve hordták.
- Pöndő: jól mosható fehér vászon szoknya alját „slingöléssel” díszítették, kicsit kilógatva legény csalógatónak hívták.
- Farpárna: „turtyi” pöndő fölé kötötték; ez kiemelte a derék karcsúságát és a szoknyák ringását növelte.

A környék menyecskéit „bőszoknyá” –soknak hívták, mert egy-egy szoknya 4-6 méterből volt. Általában 8-12 szoknyát is felvettek. Szoknyák szélét piros szegővel (fölpléhezték), a felső szoknyák anyaga különböző színű mintás parket, karton, egyszínű szövet, selyem, tarkavirágos kasmir (pucokselöm), ezüstvirágos, magábarúzsás, maszatosrúzsás, bársonyvirágos.

### Népszokások
Felsőerek nagy társadalmi eseményei az esküvők voltak. Úgy kezdődtek, hogy a közösen választott vőfély végig járta azokat a házakat, melyek lakói meghívottak közé tartoztak. Nagyon szép rigmusokkal invitálta a háziakat a vőlegényék otthonába, ahol a menyasszonnyal lakni fognak. A násznép hordta össze az étkeknek valót és kollektíven részt vettek azok elkészítésében. A helyi legények, pedig iszonyatos zsivajjal, kolomppal, csörgő szerszámmal járták a szállás utcáit, ezzel fejezték ki bosszúságukat, hogy a menyecske nem közülük választott férjet.
- Torkos búcsúk: Felsőereken pünkösd előtti első vasárnapon tartották. Az egyház tilalma ellenére minden évben a búcsú napja nagy családi és baráti esemény volt. Ilyenkor a házat kívül- belül kimeszelték; meghívták messziről a rokonaikat. Ezt az alkalmat adott a fiataloknak az ismerkedésre, úgy is hívták, hogy „fogd meg búcsú”, mert ilyenkor hamarabb sikerült a fiataloknak egymásra találni. Volt olyan is, hogy a vendégek, rokonok, barátok több napot is eltöltöttek a házaknál. Ezt a szokást ma is megtartják.
- Sittyó áldomás: A sittyó kifejezés 15-16 éves, általában kamasz fiút jelentett. Kötelessége volt megvendégelni a legényeket a kocsmában, akik annyit ihattak, amennyi beléjük fért. Azután felavatták a fiatal legényt. Az ülő felét (fenekét) mestergerendához verték, ezt szisszenés nélkül kellett kibírnia, ekkor legény volt a talpán. Ettől kezdve a Szálláson, furkos bottal, kóborolhatott akár éjjel is. Dalolva járhatott a lányokhoz, már részt vehetett a táncmulatságokon is. Más falubeli legényekkel verekedhetett és beleszólhatott a legények közös dolgaiba.
- Májusfa állítás: Május elsején felállították a májusfákat, amelyet pántlikákkal és krepp papírral díszítettek. Ezek nyílt szerelmi vallomások voltak a ház udvarán. Ha a fa alacsony, de nagyon színes, akkor a lány szerelmesebb min a fiú. Ha a fa magas, de nem nagyon díszes, akkor a lány nem veszi komolyan a legényt. A legények is állítottak májusfát, amelyet szépen feldíszítettek, pántlikákkal, s borospalackokat helyeztek rá jó magasra, hogy a legények versenyezzenek, ki tudja lehozni az üveget.
- Bekéredzkedés: Legények este munka után bekopogtak a lányos házhoz. A legény nem mehetett egyedül, egy pajtást vitt magával és a következő rigmussal köszöntött be: „Szerencsés, kacskaringós, tulipános, zöldsallangos, piros zsinóros, jó estét adjon Isten! ” Különböző incselkedések és a szülők húzódozása után beeresztették a legényeket. Beültek a „subába” a konyha padkára és akár éjfélig is beszélgettek.
- Katafázás: Azt a szokást hívták így, amikor a lányok a fonóházba jártak. Ott fontak és szőttek. A legények nagyon szerettek ide járni, mert mindig nótaszó és vidám kacagás hangzott ki. A legények civódtak, lekapták a rokkáról a „katafát”, de a „szöszefát” a lányoknak csókkal kellett kiváltani.
- Farsangi mulatság: A vigadalom vasárnap kezdődött és szerda reggelig tartott. Volt, hogy egy vadonatúj csizmát három nap alatt széttáncoltak. A mulatság mindenkié volt, közösen vették a bort és fogadták meg a muzsikusokat és a „hangászokat”. Ők biztosították a jó hangulatot. Mulatság másnapján rongyos ruhába öltöztek a legények, s kosarakkal körbe járták a szállást, amikor is begyűjtötték a másnaposságot enyhítő sonkát, kolbászt, kemény tojást és a jó puha kenyeret. Jóllaktak és hazamentek kialudni a mámorukat.
- Szüreti bál: Délelőtti felvonulással kezdődött a mulatság, ilyenkor a szekerek egymás után sorakoztak, melyekben a lányok és a legények voltak; majd következett a hintó. Ebben a bíró és bíróné ültek, s végig vonultak az utcákon. A menet előtt lóháton kolompokat és ostort csattogtattak a legények. Minden háznál megálltak és meginvitálták a gazdákat az esti mulatságba. A bál színhelyét gyönyörűen feldíszítették, virágokkal és szőlőfürtökkel.

## Gasztronómia
A régi felsőereki ember étrendje nem volt valami változatos. Nyáron háromszor étkeztek, télen csak kétszer. Kora délelőtt és délután.
Jellegzetes ételek:
- Laskaleves: közönséges kifőzésre készített vizes tésztát gyúrnak, nem túl vékonyan /metélt tészta vastagságra/ Kinyújtották, és tepsibe rakták, majd rózsaszínűre sütötték. Utána nagy leveles tányérba aprítva leöntötték köménymag levessel.
- Bodog nagy pogácsa: Lisztet zsírral és tejföllel összegyúrták pogácsa sűrűségű tésztává. Ujjnyi vastagságúra a tepsibe nyomkodták, majd meg kenték tejföllel és kisütötték; sülés után kockára vágták. Ezt a helyiek „lapos pite”-nek is nevezték.
- Krumplis bukta: Héjába megfőzték a burgonyát. Tisztítás után lisztel, tejföllel és élesztővel összegyúrták. Utána megkelesztették. Kockára vágva édes vagy sós töltelékkel összehajtották és megsütötték. Rétegesre hajtogatva pogácsa is készülhetett belőle.
- Kukoricamálé: 2× ½ literes bögre kukoricaliszt, ½ liter búzaliszt, ½ bögre cukor, 2 dl. tejföl, 2 dl. zsír, 3 dkg. élesztő, 3 db. tojás. A tejben felfuttatott élesztőt a zsírral összemorzsolták, majd a lisztet és a többi hozzávalót hozzáadva összegyúrták, és tepsibe téve megsütötték.

## Az iskola története
Az 1830. évben az iskolát maguk a lakosok szervezték meg, a 41 számú házban. Az iskola a meghosszabbított pásztorházban működött, bútorzata néhány téglára leketetett deszkaszál, ez volt az ülőke, egy asztal, fekete tábla, s néhány pálca a fenyítéshez. A fűtést „banya-kemence” oldotta meg. Tüzelőt a családok adták össze minden nap más vitte a fát. Ebben az időben a tanítók, obsitos katonák, elzüllött kántorsegédek, munkaképtelen földművesek közül kerültek ki. Az 1848-as forradalom után azonban akadtak köztük lappangó honvédtisztek is, ezek voltak a garasos tanítók. Minden diák után heti 1 garast kaptak. Az első iskola a 31 számú házban volt, amelyen két kicsi ablak biztosította a fényt. Télen a fűtést itt is a „banya-kemence” adta. A tanterem bejárata a nevelői lakás konyhájából nyílt, a tanulok a tulajdonképpen átjártak rajta. A tanteremben kicsi székeken ülve tanultak. Négyosztályú elemi oktatás folyt, a gyerekek étkeztetése egy darab kenyér, egy kockacukor, szegényebbeknél kristálycukor, télen disznóvágások idején egy kis finomság is jutott a tarisznyába.
1856-ban állandó tanítója van Felsőereknek. Megalakul az iskolaszék, amelynek Tóth /Hős/ Gergely és Török József volt a tagja. Egy öl szalma 24 koronába került, így az iskola fűtése 265 korona volt egy évben. A tanító minden nap más családnál ebédelt a tanulók betűrendes névsora szerint. A menü kukorica gombóc leves, második fogás kukoricakása, süteményként gánca, málé. Ebből látható, hogy milyen szegényes egyoldalú táplálkozás volt abban az időben.
Kezdetben a tantárgyak bibliaolvasás, számolás, később egy garasért írást is tanítottak. Tavasztól őszig mezítláb jártak, télen vastag kapcába tekerték lábukat, melyet faklumpába bujtattak. Tanítás novembertől libakelésig tartott, a gyerekeket munkába fogták, amint járni tudtak és meg tudták fogni a vesszőt libatereléshez.
Ez az iskola 57 évig működött ebben az épületben. 1939-ben a szállás 8000 pengőt kapott az egyháztól az új iskola felépítéséhez, neve Felsőereki Római Katolikus Népiskola lett. (ilyen néven 1948-ig működött, amikor is államosították) 1940-ben a régi iskola mellett a 32 szám alatt felépült az új iskola kápolnával és kis harangtoronnyal; melyben 4, majd 6 osztályos oktatás folyt. 1946-ban 8 osztályra bővült a kötelező oktatás. Összevont alsó 4 osztályra és felső 4 osztályra osztották a tanulókat. 1960-ban az esztelen településpolitika és központosítás következtében megszüntették az iskolában a felső tagozatot, majd 1970-ben, a körzetesítés nyomán az alsó négy osztály is Keserűtelekre került. Így ebben az évben végleg bezárt az iskola.
Az iskola épülete a harangtoronnyal együtt 2010. június 6-án – három Felsőerekről elszármazott unoka (Baranyai Balázs, Tóth Péter, Tóth Tibor) és egy helyi lakos, Köteles László és családja közreműködésével – az egy hónapig tartó renoválás után, díszes ceremónia közepette, misére illetve a kereszt újraavatására került a sor.
1856 és 1970 között, vagyis az iskola megszüntetéséig, 40 tanító működött Felsőereken.
- Árvai József 1856-1858-ban működött 25 fiú és 26 lány van a keze alatt.
- Péter Ferenc 1859- 1865-ben tanított, 22 fiú és 33 lány van a keze alatt.
- Kovács Antal 1866-1869-ben tanított, Felső Szentivánról érkezett, 22 fiú és 31 lány van a keze alatt
- Bacsó József 1870-ben jött Zentáról.
- Josztor József 1870-ben jött Kalocsáról.
- Szodoma József 1871-ben jött, ekkor 4 tanulója van az iskolának.
- Madácsi József 1879-től leszereléséig, négy évig volt tanítója Felsőereknek. Baranyi Györgynél lakott, akinek Anna lányát vette feleségül. Az ő idejében Szombati Sándor szakmári plébánostól kapott 1 szent képet az iskola. 1882-es tanévre az egyházi hatóságok a 38-as számú házban vettek egy szobát iskola céljára, addig, amíg az új iskola elkészült.
- Cherveny Antal 1883-ban Kalocsáról jött és Ő tanított elsőként az új iskolában.
- Tukora István 1883-ban Résztelekről jött. Csorna pusztára is járt tanítani. Tóth István volt a kocsisa. Működésének ideje alatt 43 beiratkozott diák volt. 8 évig volt Felsőereken, majd visszatért Résztelekre.
- Fehér György 1891 márciusában választották meg tanítónak, a Heves vármegyei Bonconádról jött. Télen esti iskolát vezetett, amikor is számtant és külön németet oktatott. 35 fiú és 26 lány tanulója volt. Ebből 10 kitűnő, 21 jeles, 13 jó, 5 elégséges, 5 bukott gyerek volt.
- Podhajeczky Dezső 1895-ben került Felsőerekre a Sáros vármegyei Vargonyból. Tóth Károlynál /Bugyburik/ lakott.
- Windisch Lajos 1895-ben került ide, Ő volt a leghosszabb ideig tanítója Felsőereknek, 20 évig. Ebben az időben évi 360 korona volt a fizetés. Később 720 korona. Az iskolának 41 tanulója volt, az ismétlőkkel együtt 64.
- Özv. Csukly Lászlóné 1915-ben jött Jánoshalmáról, leánykori neve Kákonyi Teréz volt.
- Droveczky Mária 1917-ben Trencsén vármegyei Bányires-ről került a szállásra.
- Papp Mária 1918-1927-ig volt tanító
- Dr. Pál Istvánné
- Szlavikovits Máris 1927-1941-ig volt tanítója Ereknek. Ő volt az első, aki jelentős népművelő munkát végzett a felnőttek körében is. Az ő idejében kapta az iskola a harmóniumot, leánykört, és felnőtt dalárdát szervezett, ezen kívül a színjátszó mozgalmat is elindította. Bemutatták a Piros bugyelláris, a A falu rossza és a Sárga csikó című színdarabot.
- Bikai Sándor 1932-ben jött Erekre, Pál Istvánnét helyettesítette. Ebben az időben a tanulmányi eredmények 10 kitűnő, 21 jeles, 5 elégséges, és 7 elégtelen diák volt.
- Menyhárt Veronika 1940-ben jött helyettesítő tanítónak.
- Dusnoki István 1940-ben jött az új iskolába. Helyesítette Pál Istvánnét. Lelkes népművelő volt. Betanította a „Gyímesi vadvirág” színdarabot, amit be is mutattak. Fizetését nem folyósították rendszeresen, ezért eltávozott Erekről.
- Temesvári Margit 1941-ben választották meg tanítónak, de állását nem fogadta el.
- Menyhárt Veronika 1942-ben került ide, de csak egy évig maradt.
- Balogh Ilona 1943-ban ideiglenesen, majd véglegesen megválasztott tanító volt. Nagyon lelkesen vezette a népművelő csoportokat 1947-ig. 1945-ben nyolc osztályossá emelkedett az iktatás. A tanulók létszáma is nőtt, szükségessé vált a csoportbontás és egy második tanítói állás.
- Tóth Imre 1947-ben került a felső tagozat élére, az alsó tagozatot Farkas Mihály tanította. Az iskola államosítása 1948. július 1-jén történt meg. 1950-ben vezetőtanító, 1951-ben igazgató lett. A község forradalmi megmozdulásainak irányításáért 1957. február 9-én internálták. Tanítósága idején színdarabot rendezett, tánccsoportot szervezett, és létrehozta a játékteret gyermekeknek.
- Farkas Mihály 1946-1948 között volt tanító Tóth Imre helyett.
- Tóth Imréné 1949-ben Úszódról került Felsőerekre. Tanítás mellett gyermek tánccsoportot vezetett, színdarabokat rendezett. Férjének Tóth Imrének elbocsátása után ő lett az iskola vezetője. A forradalmi események érintettsége miatt 1960. szeptember 1-jén saját kérésére Géderlakra helyezik. Munkásságukat nagy szeretet és megbecsülés jutalmazta.
- Romsics Károly 1957-ben Keserűtelekről került az internált Tóth Imre helyére.
- Szigeti Károly 1957-től Résztelekről járt ki naponta tanítani. Két évig tanított az iskolában.
- Hegedüs Károly 1959-ben ő volt, a harmadik Károly keresztnevű tanító egymás után. V-VIII. osztályt tanított.
- Huszák Zoltánné 1960-ban pusztai iskolából helyezték ide. Az ő működése alatt szűnt meg végérvényesen Felsőerek iskolája. Kistelepülések iskoláit körzetesítik. Ekkor indul meg az elvándorlás a faluból, és ezzel megpecsételődik Felsőerek sorsa. 140-év után ő volt az utolsó tanító.

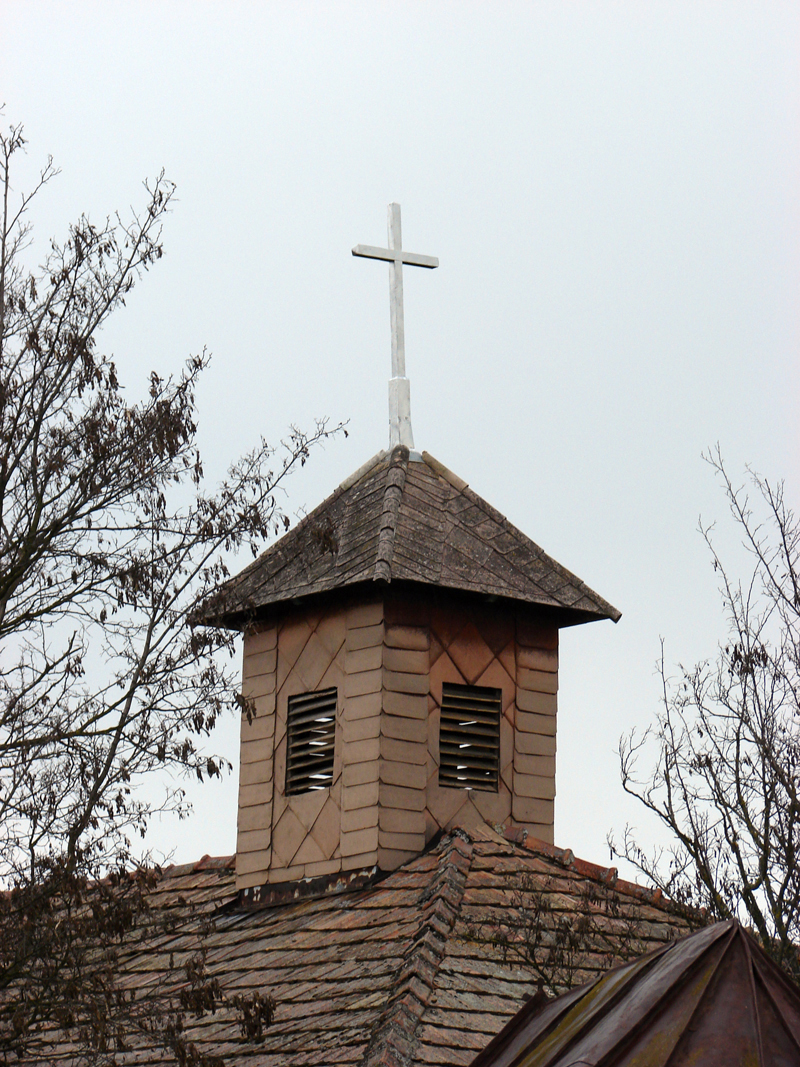
A 2010-ben renovált kápolnatorony, az új kereszttel

### A kápolna viszontagságos története
Felsőerek kápolnája az egyházközösségnek megmentett gyermeke, ahová havonta egyszer misézni jár Újtelek mindenkori plébánosa, 2011-ig Székely László (†2011) esperes plébános töltötte be ezt a tisztet. A plébános halála után a szakmári plébános látja el az újteleki egyházközséget is.
A kápolna az 1940-ben épült, az iskola tantermében kapott helyet, amellyel összenyitható. Államosításnál az egyház az újteleki Alkotmány Mgtsz-nek ajándékozási jogcímen adta át. Amikor a szövetkezet feloszlott, végelszámolásnál felajánlották a kápolnát megvételre felsőereki lakosoknak és az egyháznak. Így történt, hogy a hívek és az egyház fele-fele arányban meg vásárolta /visszavásárolta/ a tantermet a kápolnával. A vételár 100 000 Ft volt. Az őslakosok mindnyájan hozzájárultak a vétel árhoz, de az újonnan ide települtek is adományoztak.
Az adományozok névsora: András Ferencné, András Imre, Baranyi László, Balogh Károly, Iván Ignác, Pécsi Antalné, Patyi Sándor, Szigeti Lajosné, Tóth Vince, Tóth Jenő, Tóth András, Török Lajos, Török Bálintné
Új telepesek: Goschi Tibor, Goschi Ádámné, Hangya Gergely, Köteles László, Marosvári János, Simon Dénes

## Növényvilága
Felsőerek szállás növényvilágát nagyon jól illusztrálja a település szomszédságában elterülő Nagy-szék, mely egy 80 hektár kiterjedésű Natura 2000 védettséget élvező szikes legelő.
Növényföldrajzi szempontból a Pannonicum flóratartomány Eupannonicum flóravidékének Praematricum (Duna-Tisza köze) flórajárásába tartozik.
A legelő florisztikai vizsgálata (2007. április–október) során összesen 7 társulás lett feljegyezve.:
- Ürmös szikespuszta (Artemisio-Festucetum pseudovinae)
- Füves szikespuszta (Achilleo-Festucetum pseudovinae)
- Löszpusztarét (Salvio-Festucetum rupicolae)
- Szikinádas (Bolboschoeno-Phragmitetum)
- Zsombéksásos (Caricetum elatae)
- Szoloncsák vaksziknövényzet (Lepidio crassifolii-Camphorosmetum annue)
- Magassásrét (Caricenion gracilis)

A Nagy-széken a vizsgált időszakban 167 növényfajt találtak. Ebből törvényileg fokozottan védett 1, védett pedig 9 darab.
Ilyen fajok például:
- budai imola (Centaurea sadleriana (Heuff.) Simk.)
- sárga nőszirom (Iris pseudacorus L.)
- korcs nőszirom (Iris spuria L.)
- árlevelű len (Linum tenuifolium L.)
- erdélyi útifű (Plantago schwarzenbergianav Schur.)
- nagy pacsirtafű (Polygala major Jacq. )

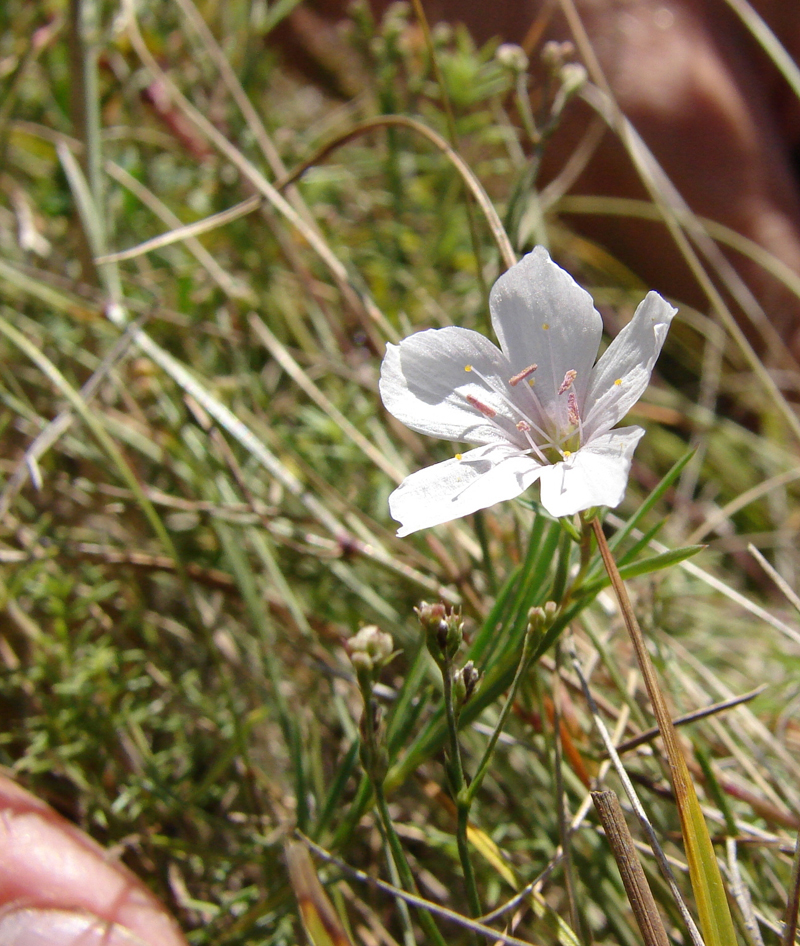
Árlevelű len
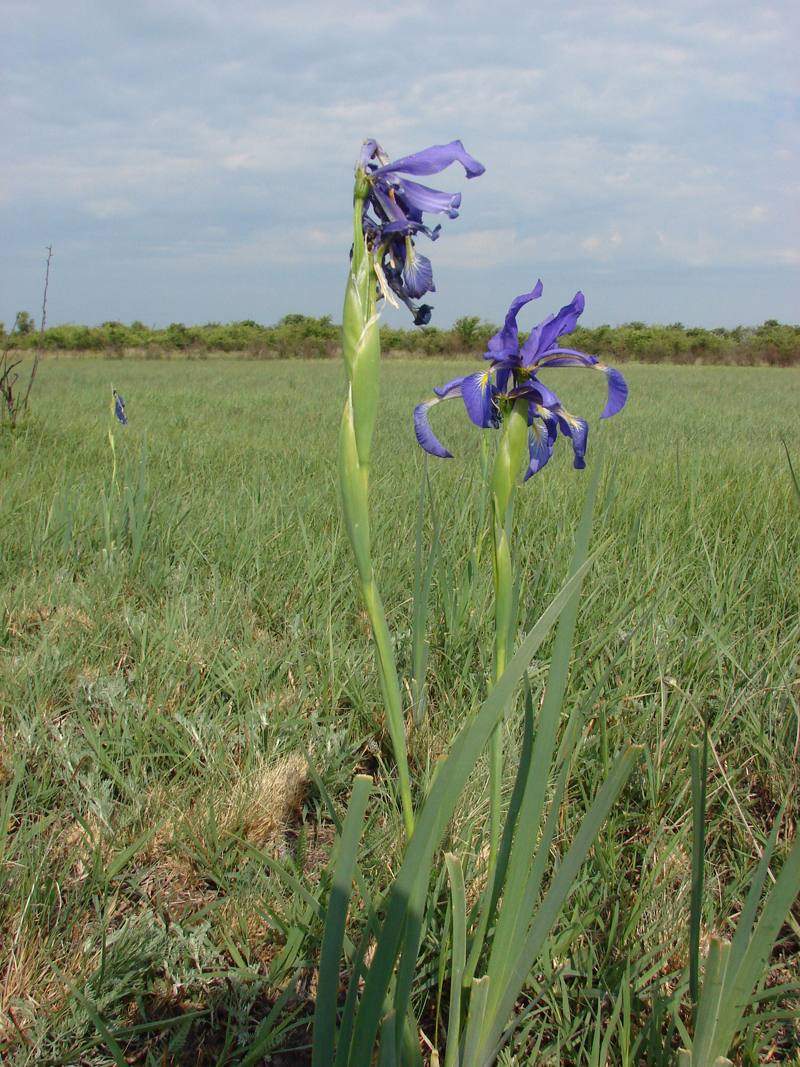
Korcs nőszirom
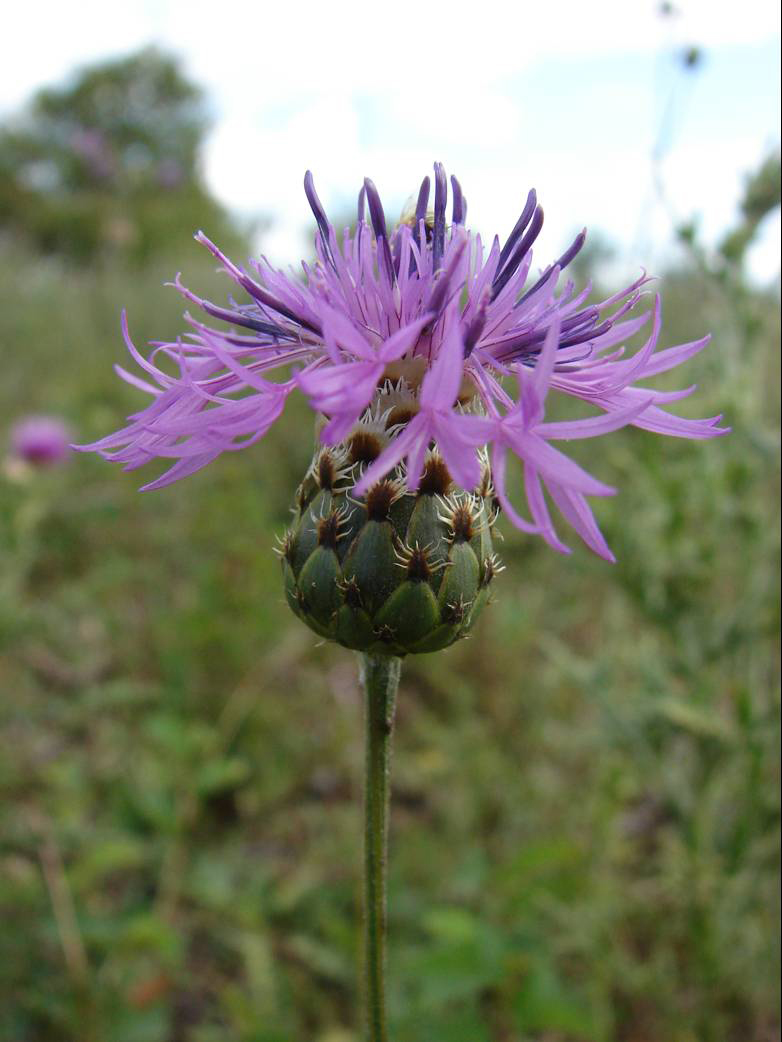
Budai imola
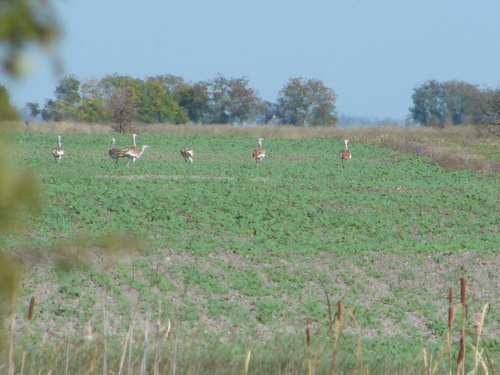
Túzokok Felsőerek határában